# Petra Křížková
Petra Křížková, rozená Schubertová (* 23. března 1983 Turnov) je česká moderátorka a redaktorka, od roku 2013 moderuje na ČT, na kanálu ČT art pořad Události v kultuře.

## Život
Vystudovala Gymnázium Ivana Olbrachta v Semilech a Vyšší odbornou školu publicistiky v Praze. Poté nastoupila v roce 2006 do Českého rozhlasu jako redaktorka Radiožurnálu a moderátorka Radia Wave. Od roku 2008 pracuje jako redaktorka kulturní redakce a moderátorka ve zpravodajství České televize. V letech 2008–2013 pro ČT připravovala jako redaktorka a scenáristka magazín Retro (cyklus mapující design a fenomény v Československu po II. světové válce), který od roku 2012 také moderovala.
Od roku 2013 moderuje pořad Události v kultuře, hlavní kulturní zpravodajskou relaci České televize.
Od roku 2014 moderuje pro ČT art každoroční slavnostní udílení cen Mezinárodního televizního festivalu Zlatá Praha.
V posledních letech[kdy?] moderovala nominace na Českého lva. V roce 2021 moderovala předávání cen v historicky prvním online přenosu bez diváků z prostoru pražského Rudolfina společně s Václavem Koptou.
V roce 2020 se stala jednou ze dvou moderátorských tváří pořadu České televize UčíTelka, ten moderovala společně s moderátorkou Kateřinou Bílkovou.
Je vnučkou Jaroslava Kratochvíla, českého politika, ministra průmyslu, obchodu a živností Protektorátu Čechy a Morava. V roce 2013 se vdala za hudebníka a skladatele Honzu Křížka, společně vychovávají syny Matyáše a Antonína.